# Liste deutscher Fertigungskennzeichen
Diese Liste enthält eine Auswahl deutscher Fertigungskennzeichen (zumeist dreistellige Buchstabenkürzel), wie sie hauptsächlich während des Zweiten Weltkriegs (1939–1945) zur Geheimhaltung von Fertigungsstätten verwendet wurden.

## Auswahl
| Name der Fertigungsstätte                                      | Ort                      | Kürzel |
| -------------------------------------------------------------- | ------------------------ | ------ |
| Adox Kamerawerk                                                | Wiesbaden                | dpg    |
| Albert Patin Werkstätten für Fernsteuertechnik                 | Berlin                   | gzy    |
| Anschütz & Co.                                                 | Kiel-Neumühlen           | nxr    |
| Askania Werke AG                                               | Berlin-Friedenau         | kjj    |
| Atlas Werke AG                                                 | Bremen                   | jmz    |
| Balda-Werk Max Baldeweg                                        | Dresden                  | oeq    |
| Blaupunkt                                                      | Berlin-Wilmersdorf       | fvw    |
| Carl Braun KG                                                  | Nürnberg                 | hkm    |
| Carl Zeiss (Militärabteilung)                                  | Jena                     | blc    |
| Carl Zeiss (Montage ausländischer Komponenten)                 | Jena                     | lmq    |
| Carl Zeiss (optisches Zubehör)                                 | Jena                     | rln    |
| Dr. Karl Leiss Optische und Mechanische Instrumente            | Berlin-Steglitz          | jfp    |
| Emil Busch AG                                                  | Rathenow                 | cxn    |
| Emil Busch AG (Montage ausländischer Komponenten)              | Rathenow                 | krq    |
| Ernst Leitz GmbH                                               | Wetzlar                  | beh    |
| Ertel-Werk                                                     | München                  | bac    |
| Franke & Heidecke                                              | Braunschweig             | gxl    |
| G. Heyde KG                                                    | Dresden                  | bwt    |
| Gamma Feinmechanische und Optische Werke                       | Budapest                 | kwc    |
| Hagenuk                                                        | Kiel                     | obn    |
| Heimsoeth & Rinke (H&R)                                        | Berlin                   | jla    |
| Hensoldt u. Söhne, Mechanisch-Optische Werke AG                | Wetzlar                  | bmj    |
| I.G. Farbenindustrie AG, Agfa                                  | Berlin                   | mbv    |
| I.G. Farbenindustrie AG, Agfa, Camerawerk                      | München                  | bzz    |
| Ihagee Kamerawerk Steenbergen & Co.                            | Dresden                  | hwt    |
| Ilo-Werke H. Christiansen                                      | Pinneberg bei Hamburg    | fbc    |
| Jos. Schneider und Co. KG                                      | Göttingen                | kqc    |
| Jos. Schneider und Co., Optische Werke                         | Kreuznach                | dkl    |
| Kapsch u. Söhne, Telefon- und Telegraphenfabrik AG             | Wien                     | bpt    |
| Kodak Aktiengesellschaft, Dr.-Nagel-Werk                       | Stuttgart-Wangen         | cau    |
| Konski & Krüger (K&K)                                          | Berlin                   | gvx    |
| Korelle Werke, G. H. Brandtmann & Co.                          | Dresden                  | hna    |
| Krieger & Faudt                                                | Berlin                   | etl    |
| Luckenwalder Pumpenfabrik Johann Back                          | Luckenwalde              | csz    |
| NEAG Norddeutsche Elektro-Akustik Gesellschaft, Kaufhold K.-G  | Berlin                   | cjy    |
| Oigee GmbH, optische Anstalt                                   | Berlin                   | dzl    |
| Olympia Büromaschinenwerke AG                                  | Erfurt                   | aye    |
| Optische Anstalt C. P. Goerz GmbH                              | Wien                     | bpd    |
| Optische Anstalt Saalfeld GmbH                                 | Saalfeld                 | fwr    |
| Optische Präzisions-Werke GmbH                                 | Warschau                 | eug    |
| Optische und Feinmechanische Werke Hugo Meyer & Co.            | Görlitz                  | ccx    |
| Optische Werke C. A. Steinheil Söhne GmbH                      | München                  | bmt    |
| Optische Werke C. A. Steinheil Söhne GmbH (Teleskope, Optiken) | München                  | esu    |
| Optische Werke C. Reichert                                     | Wien                     | pvf    |
| Optische Werke Ernst Ludwig                                    | Weixdorf                 | jve    |
| Optische Werke G. Rodenstock                                   | München                  | eso    |
| Optische Werke Osterode GmbH                                   | Osterode/Harz            | hdv    |
| Reflekta-Kamerafabrik C. Richter                               | Tharandt                 | lfn    |
| Robot, Berning & Co. KG                                        | Düsseldorf               | kna    |
| Rohde & Schwarz GmbH & Co. KG                                  | München                  | ncv    |
| Siemens-Schuckertwerke AG                                      | Berlin                   | azg    |
| Telefunken Gesellschaft für drahtlose Telegraphie m.b.H.       | Berlin                   | bou    |
| Tetenal Photowerk Dr. Triepel KG                               | Berlin                   | jfn    |
| Ungarische Optische Werke AG                                   | Budapest                 | gug    |
| Valentin Linhof OHG                                            | München                  | hfo    |
| Voigtländer & Sohn AG                                          | Berlin                   | mtr    |
| Voigtländer & Sohn AG                                          | Braunschweig             | ddx    |
| Voigtländer-Gevaert                                            | Berlin                   | jon    |
| Wanderer-Werke                                                 | Siegmar-Schönau          | cxo    |
| Zahnradfabrik Friedrichshafen AG                               | Friedrichshafen/Bodensee | drb    |
| Zeiss Ikon AG, Goerzwerk                                       | Berlin                   | dpw    |
| Zeiss Ikon AG                                                  | Dresden                  | dpv    |
| Zeiss Ikon AG, Contessawerk                                    | Stuttgart                | dpx    |